# Amegilla langi
Amegilla langi är en biart som först beskrevs av Cockerell 1935.  Amegilla langi ingår i släktet Amegilla och familjen långtungebin. Inga underarter finns listade i Catalogue of Life.